# Sovrani del Principato di Monaco
I sovrani del Principato di Monaco dal 1297 ad oggi sono i seguenti.

## Signori di Monaco
| Signori di Monaco                                                                                     | Signori di Monaco                  | Signori di Monaco                                                                             | Signori di Monaco |
| Dinastia Grimaldi                                                                                     | Dinastia Grimaldi                  | Dinastia Grimaldi                                                                             | Dinastia Grimaldi |
| Nome                                                                                                  | Regno                              | Note                                                                                          |                   |
| --- | ---------------------------------- | --------------------------------------------------------------------------------------------- | ----------------- |
| Francesco o Franceschino detto "le Mace" o "il Malizia"                                               | 8 gennaio 1297 – 10 aprile 1301    | prese la rocca di Monaco che governò con i cugini Grimaldi.                                   |                   |
| Ranieri (I), Signore di Cagnes                                                                        | 8 gennaio 1297 – 10 aprile 1301    | cugino di Francesco, consignore di Monaco                                                     |                   |
| Sotto controllo genovese dal 10 aprile 1301 al 12 settembre 1331                                      |                                    |                                                                                               |                   |
| Signori di Monaco (in francese: Seigneurs de Monaco)                                                  |                                    |                                                                                               |                   |
| Carlo I                                                                                               | 12 settembre 1331 – 15 agosto 1357 | al governo dal 29 giugno 1352 al 15 agosto 1357                                               |                   |
| Antonio                                                                                               | 29 giugno 1352 – 15 agosto 1357    | al governo dal 29 giugno 1352 al 15 agosto 1357                                               |                   |
| Ranieri II                                                                                            | 29 giugno 1352 – 15 agosto 1357    | al governo dal 29 giugno 1352 al 15 agosto 1357                                               |                   |
| Gabriele                                                                                              | 29 giugno 1352 – 15 agosto 1357    | al governo dal 29 giugno 1352 al 15 agosto 1357                                               |                   |
| Sotto controllo genovese dal 15 agosto 1357 al gennaio 1395                                           |                                    |                                                                                               |                   |
| Luigi                                                                                                 | gennaio 1395 – 19 dicembre 1395    | Primo dei suoi due regni; insieme con Giovanni I                                              |                   |
| Giovanni I                                                                                            | gennaio 1395 – 19 dicembre 1395    | Primo dei suoi tre regni; insieme con Luigi                                                   |                   |
| Sotto controllo genovese 19 dicembre 1395 all'11 maggio 1397                                          |                                    |                                                                                               |                   |
| Luigi                                                                                                 | 11 maggio 1397 – 5 novembre 1402   | Secondo dei suoi due regni                                                                    |                   |
| Sotto controllo genovese 5 novembre 1402 al 5 giugno 1419                                             |                                    |                                                                                               |                   |
| Ambrogio di Mentone                                                                                   | 5 giugno 1419 – 1427               | Insieme con Antonio e Giovanni I                                                              |                   |
| Antonio di Roccabruna                                                                                 | 5 giugno 1419 – 1427               | Insieme con Ambrogio e Giovanni I                                                             |                   |
| Giovanni I                                                                                            | 5 giugno 1419 – 3 ottobre 1436     | Secondo di tre regni; con Ambrogio e Antonio                                                  |                   |
| Occupato dal Ducato di Milano sotto il governo di Biagio Assereto dal 3 ottobre 1436 al novembre 1436 |                                    |                                                                                               |                   |
| Giovanni I                                                                                            | novembre 1436 – 8 maggio 1454      | Terzo di tre regni                                                                            |                   |
| Catalano                                                                                              | 8 maggio 1454 – luglio 1457        |                                                                                               |                   |
| Claudina                                                                                              | luglio 1457 – 16 marzo 1458        |                                                                                               |                   |
| Pomellina Fregoso                                                                                     | luglio 1457 – 16 marzo 1458        | Reggente per Claudina                                                                         |                   |
| Lamberto                                                                                              | 16 marzo 1458 – 15 marzo 1494      |                                                                                               |                   |
| Giovanni II                                                                                           | 15 marzo 1494 – 11 ottobre 1505    |                                                                                               |                   |
| Luciano                                                                                               | 11 ottobre 1505 – 22 agosto 1523   |                                                                                               |                   |
| Onorato I                                                                                             | 22 agosto 1523 – 7 ottobre 1581    |                                                                                               |                   |
| Agostino Grimaldi                                                                                     | 22 agosto 1523 – 14 aprile 1532    | Reggente per Onorato I                                                                        |                   |
| Nicola Grimaldi                                                                                       | 14 aprile 1532 – 23 aprile 1532    | Reggente per Onorato I                                                                        |                   |
| Stefano Grimaldi                                                                                      | 23 aprile 1532 – 16 dicembre 1540  | Reggente per Onorato I                                                                        |                   |
| Carlo II                                                                                              | 7 ottobre 1581 – 17 maggio 1589    |                                                                                               |                   |
| Ercole                                                                                                | 17 maggio 1589 – 29 novembre 1604  |                                                                                               |                   |
| Onorato II                                                                                            | 29 novembre 1604 – 10 gennaio 1662 | Incomincia il governo come Signore di Monaco, Onorato II diventa il primo principe di Monaco. |                   |
| Principe Federico Landi di Valditaro                                                                  | 29 novembre 1604 – 1616            | Reggente per Onorato II                                                                       |                   |

## Principi di Monaco
| Principi di Monaco | Principi di Monaco                        | Principi di Monaco                 | Principi di Monaco                  | Principi di Monaco          | Principi di Monaco                                                           | Principi di Monaco |
| Dinastia Grimaldi | Dinastia Grimaldi                         | Dinastia Grimaldi                  | Dinastia Grimaldi                   | Dinastia Grimaldi           | Dinastia Grimaldi                                                            | Dinastia Grimaldi |
| Sovrano | Sovrano                                   | Nascita                            | Regno                               | Morte                       | Consorte                                                                     | Note |
| --- | ----------------------------------------- | ---------------------------------- | ----------------------------------- | --------------------------- | ---------------------------------------------------------------------------- | --- |
| | Onorato II                                | Monaco, 24 dicembre 1597           | 29 novembre 1604 - 10 gennaio 1662  | Monaco, 10 gennaio 1662     | Ippolita Trivulzio                                                           | Divenne il primo Principe di Monaco nel 1612.                                                                                    |
| | Luigi I                                   | Monaco, 25 luglio 1642             | 10 gennaio 1662 - 2 gennaio 1701    | Roma, 3 gennaio 1701        | Catherine-Charlotte de Gramont                                               | Da non confondere con Luigi, Signore di Monaco                                                                                   |
| | Antonio I                                 | Parigi, 25 gennaio 1661            | 2 gennaio 1701 - 20 febbraio 1731   | Monaco, 20 gennaio 1731     | Maria di Lorena                                                              | Da non confondere con Antonio, Signore di Monaco                                                                                 |
| | Luisa Ippolita                            | Monaco, 10 novembre 1697           | 26 febbraio 1731 - 29 dicembre 1731 | Monaco, 29 dicembre 1731    | Jacques Goyon, conte di Matignon                                             | |
| | Jacques François Léonor Goyon de Matignon | Torigni-sur-Vire, 21 novembre 1689 | 20 febbraio 1731 - 31 dicembre 1731 | Parigi, 23 aprile 1751      | Luisa Ippolita di Monaco                                                     | Coreggente con Luisa Ippolita sino alla di lei morte; poi Giacomo I                                                              |
| | Giacomo I                                 | Torigni-sur-Vire, 21 novembre 1689 | 31 dicembre 1731 - 7 novembre 1733  | Parigi, 23 aprile 1751      | Luisa Ippolita di Monaco                                                     | |
| | Antonio detto "Chevalier de Grimaldi"     | Parigi, 2 ottobre 1697             | 20 maggio 1732 - 28 novembre 1784   | Monaco, 28 novembre 1784    |                                                                              | Reggente per Onorato III |
| | Onorato III                               | Monaco, 10 novembre 1720           | 7 novembre 1733 - 19 gennaio 1793   | Monaco, 21 marzo 1795       | Maria Caterina Brignole                                                      | |
| Reggenza di una Convenzione Nazionale presieduta da Joseph Barriera dal 19 gennaio 1793 al 24 febbraio 1793 |                                           |                                    |                                     |                             |                                                                              | |
| Annesso alla Francia il 24 febbraio 1793; sotto occupazione francese sino al 17 maggio 1814: Armand Louis de Gontant, Comandante francese, 24 febbraio 1793 - 1º marzo 1793 Henri Grégoire, Commissario francese, ? - ? Grégoire Marie Jagot, Commissario francese, ? - ? |                                           |                                    |                                     |                             |                                                                              | |
| Sotto occupazione alleata dal 17 maggio 1814 al 17 giugno 1814 |                                           |                                    |                                     |                             |                                                                              | |
| Sovrano | Sovrano                                   | Nascita                            | Regno                               | Morte                       | Consorte                                                                     | Note |
| | Onorato IV                                | Parigi, 17 maggio 1758             | 30 maggio 1814 - 16 febbraio 1819   | Monaco, 16 febbraio 1819    | Louise d'Aumont Mazarin                                                      | Pretendente al trono monegasco dal 1793, ma poté prendere possesso del Principato solo dopo la cacciata dei napoleonici nel 1814 |
| | Giuseppe Grimaldi                         | Parigi, 10 settembre 1763          | 17 giugno 1814 - 23 giugno 1814     | Parigi, 28 giugno 1816      | Marie Thérèse de Choiseul Frances Margaret Powell                            | Reggente per Onorato IV |
| Consiglio di Stato del Principato di Monaco composto da Louis Millo-Terrazzani, Horace Pretti de Saint-Ambroise, Antoine Sigaldi, Joseph Rey e Honoré Albini, con la coreggenza di Onorato IV dal 23 giugno 1814 al 4 marzo 1819.                                         |                                           |                                    |                                     |                             |                                                                              | |
| | Honoré Grimaldi                           | Parigi, 14 maggio 1778             | 3 marzo 1815 - 16 febbraio 1819     | Parigi, 2 ottobre 1841      | nessun matrimonio                                                            | Reggente per il padre Onorato IV nella sua tarda età; divenne in seguito Principe con il nome di Onorato V                       |
| | Onorato V                                 | Parigi, 14 maggio 1778             | 16 febbraio 1819 - 2 ottobre 1841   | Parigi, 2 ottobre 1841      | nessun matrimonio                                                            | |
| | Florestano I                              | Parigi, 10 ottobre 1785            | 2 ottobre 1841 - 20 giugno 1856     | Parigi, 20 giugno 1856      | Maria Carolina Gibert de Lametz                                              | |
| | Carlo III                                 | Parigi, 8 dicembre 1818            | 20 giugno 1856 - 10 settembre 1889  | Marchais, 10 settembre 1889 | Antoinette de Mérode-Westerloo                                               | |
| | Alberto I                                 | Parigi, 13 novembre 1848           | 10 settembre 1889 - 26 giugno 1922  | Parigi, 26 giugno 1922      | Maria Vittoria Hamilton (matrimonio annullato il 28 luglio 1880) Alice Heine | Ultimo sovrano assoluto di Monaco, obbligato dal popolo ad emanare una costituzione a seguito della Rivoluzione monegasca        |
| | Luigi II                                  | Baden-Baden, 12 luglio 1870        | 26 giugno 1922 - 9 maggio 1949      | Monaco, 9 maggio 1949       | Ghislaine Dommanget                                                          | |
| | Ranieri III                               | Monaco, 31 maggio 1923             | 9 maggio 1949 - 6 aprile 2005       | Monaco, 6 aprile 2005       | Grace Kelly (1956-1982)                                                      | |
| | Alberto Grimaldi                          | Monaco, 14 marzo 1958              | 31 marzo 2005 - 6 aprile 2005       | Vivente                     | Charlène Wittstock                                                           | Insediato sul Trono come Reggente per il principe Ranieri III col titolo di Principe Alberto, marchese di Baux                   |
| | Alberto II                                | Monaco, 14 marzo 1958              | 6 aprile 2005 - in carica           | Vivente                     | Charlène Wittstock                                                           | Insediato sul Trono come Principe sovrano col titolo di Principe Alberto II                                                      |